# Білозір Ігор Йосипович
Ігор Йо́сипович Білозі́р (24 березня 1955, Радехів, Українська РСР — 28 травня 2000, Львів, Україна) — український композитор, музикант, виконавець, народний артист України, лідер ВІА «Ватра».

## Біографія
Ігор Білозір народився 24 березня 1955 року в місті Радехові Львівської області. Навчався в Радехівській ЗОШ № 1. Перші музичні композиції І. Білозора виконував шкільний вокально-інструментальний ансамбль, а перший професійний запис відбувся 1969 року на Львівському радіо в передачі «Мандрівний меридіан».
Згодом переселився до Львова. У місті Лева мешкав за адресою вулиця Фредра, 4. Нині на цьому будинку висить пам'ятна табличка, а в квартирі створено музей композитора. Навчався у Львівському музично-педагогічному училищі та Львівській консерваторії. Стажувався у США та Канаді.
Від 1977 року — керівник ВІА «Ритми Карпат» Львівського автобусного заводу, від 1979 — художній керівник і соліст ВІА «Ватра» Львівської обласної філармонії, що виконує більшість його пісень донині. Крім того, пише пісні для своєї дружини, вокалістки Оксани Білозір, а також виконує деякі пісні сам.

Пам'ятний знак на місці загибелі композитора Ігоря Білозора (Львів, пр. Шевченка)

Побитий 8 травня 2000 року у кав'ярні «Цісарська кава», що на проспекті Шевченка у Львові, за те, що заважав своїми піснями групі відвідувачів (серед яких були Воронов і Калінін) співати та слухати російський шансон. Через завдані травми 28 травня 2000 помер у лікарні швидкої допомоги Львова. Похований на львівському Личаківському цвинтарі (поле № 2).
7 серпня 2002 року Апеляційний суд Львівської області засудив Дмитра Воронова, звинуваченого у вбивстві композитора Ігоря Білозора, до позбавлення волі на 10 років. Юрія Калініна як співучасника засуджено до восьми років позбавлення волі. Також суд ухвалив провести службове розслідування в медичній установі, де помер Білозір.

## Творчість

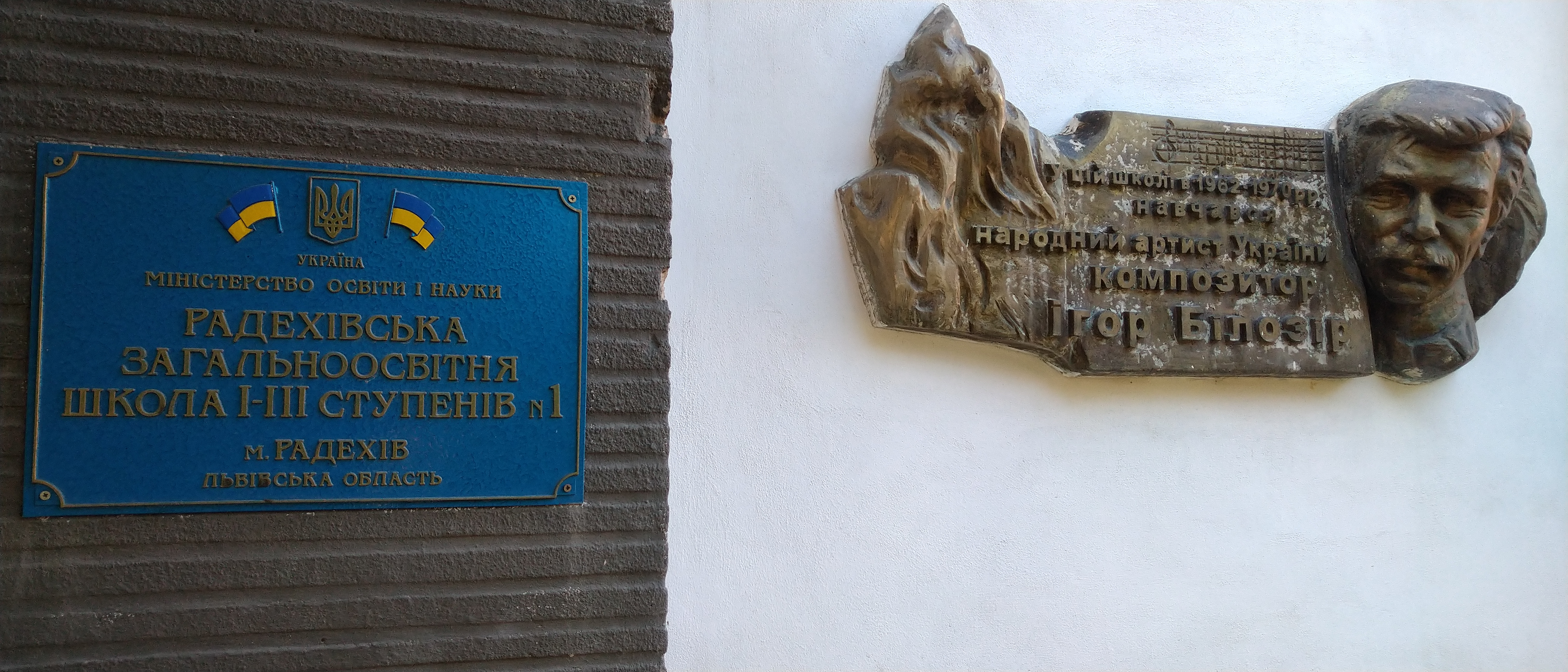
Меморіальна таблиця Ігору Білозору в м. Радехів

Пам'ятник композитору Ігорю Білозіру на Личаківському цвинтарі у Львові (2013)

Автор естрадних пісень, камерно-інструментальних композицій, творів для оркестру, музики для театральних вистав. Серед творів пісні:
- «Пшеничне перевесло», «Мамина світлиця», «Весільний марш» — на слова Б. Стельмаха;
- «Ніби вчора», «Коханий» — на слова П. Запотічного;
- «Голубий сніг», «Лицарі» — на слова Анни Канич.

Його творчість здобула визнання у США, Канаді, Німеччині, Польщі, Росії. 1996 року йому присвоєне звання Народного артиста України.

## Вшанування
- У Радехові вперше в Україні іменем Білозора названо вулицю (колишня Зіркова), а також музичну школу, де навчався композитор. На фасаді школи встановлено бронзову меморіальну таблицю (скульптор Анатолій Галян).[6]
- 19 серпня 2013 року у музеї-заповіднику «Личаківський цвинтар» на могилі Ігоря Білозора освятили пам'ятник у вигляді білого ангела. Він виготовлений з італійського мармуру. Скульптори працювали над ним понад півтора року. Вшанувати пам'ять митця прийшли родичі, друзі та понад півтисячі львів'ян. Пам'ятник створили скульптори Андрій та Володимир Сухорські, архітектор — Костянтин Малярчук.

Серед інших виступила Оксана Білозір з словами:

«19 серпня — це свято Преображення Господнього і сам Ігор, і його життя, і місія є стражденна і сподвижницька. Це як преображення звичайної людини в Божий замисел, Божий промисел і в Господній план. Його смерть так само стала величезним струсом для багатьох українців, які замислилися, хто вони і для чого вони тут».
- Також в день відкриття пам'ятника о 19 год. в приміщенні Національного академічного українського драматичного театру імені Марії Заньковецької відбувся концерт «Слід на землі», присвячений пам'яті Ігоря Білозора. Пісні композитора виконували ВІА «Ватра», «Ватрові», Оксана Білозір, Мар'ян Шуневич, Ігор Богдан, гурт «19-й клас», Антоніна Матвієнко, Оксана Гриб, Олег Марцинківський, Олег Ярема, Марія Гев, ділилися спогадами Федір Стригун, Б. Стельмах, П. Запотічний та інші.
- 18 серпня 2022 року Львівська міська рада перейменувала вулицю Герцена у Галицькому районі міста Львова на вулицю Ігоря Білозіра[7].